# Сільвен Вільтор
Сільве́н Вільто́р (фр. Sylvain Wiltord, * 10 травня 1974, Неї-сюр-Марн) — колишній французький футболіст, відомий, зокрема, виступами за «Ренн», «Бордо», «Арсенал», «Ліон», а також національну збірну Франції.
Дворазовий чемпіон Англії. Дворазовий володар Кубка Англії. Володар Суперкубка Англії. Чотириразовий чемпіон Франції. Триразовий володар Суперкубка Франції. У складі збірної — чемпіон Європи та дворазовий володар Кубка Конфедерацій. 

## Клубна кар'єра
Вихованець футбольної школи клубу «Ренн». Дорослу футбольну кар'єру розпочав 1993 року в основній команді того ж клубу, в якій провів чотири сезони, взявши участь у 115 матчах чемпіонату. 
Протягом 1997—2000 років захищав кольори команди клубу «Бордо». За цей час виборов титул чемпіона Франції.
Своєю грою за останню команду привернув увагу очільника тренерського штабу лондонського «Арсенала» француза Арсена Венгера, який при комплектуванні англійської команди робив ставку на співвітчизників. До складу «Арсенала» приєднався 2000 року. Відіграв за «канонірів» наступні чотири сезони своєї ігрової кар'єри. Більшість часу, проведеного у складі лондонського «Арсенала», був основним гравцем атакувальної ланки команди. За цей час додав до переліку своїх трофеїв два титули чемпіона Англії, ставав володарем Кубка Англії (також двічі), володарем Суперкубка Англії з футболу.
Згодом з 2004 по 2010 рік грав у складі команд клубів «Олімпік» (Ліон), «Ренн», «Олімпік» (Марсель) та «Мец». Протягом виступів у ліонському клубі додав до переліку своїх трофеїв ще три титули чемпіона Франції, також тричі виборював з командою Суперкубок Франції.
2011 року 37-річний нападник приєднався до складу команди клубу «Нант».

## Виступи за збірні
Протягом 1995—1996 років захищав кольори молодіжної збірної Франції, у складі якої провів 13 матчів, відзначившись трьома забитими голами. Також 1996 року провів чотири гри за олімпійську збірну країни, у складі якої був учасником футбольного турніру на тогорічних Олімпійських іграх.
1999 року дебютував в офіційних матчах у складі національної збірної Франції. До останнього виклику до лав головної команди країни у 2006 році провів у її формі 92 матчі, забивши 26 голів. 
Першим великим міжнародним турніром для гравця у складі збірної був чемпіонату Європи 2000 року у Бельгії та Нідерландах, де французи здобули свій другий в історії титул континентальних чемпіонів, а Вільтор став одним з основних авторів цього тріумфу. У фінальному матчі змагання проти збірної Італії французи програвали до четвертої доданої арбітром до основного часу зустрічі хвилини, на якій Вільтор ударом у дальній кут воріт відновив рівновагу у рахунку і перевів гру в овертайм, в якому інший нападник збірної Франції, Давід Трезеге, приніс своїй команді перемогу завдяки так званому золотому голу. 
Згодом був учасником чемпіонату світу 2002 року в Японії і Південній Кореї, чемпіонату Європи 2004 року у Португалії, а також чемпіонату світу 2006 року у Німеччині, де французи дійшли до фіналу, в якому лише у серії післяматчевих пенальті поступилися італійцям і стали таким чином срібними призерами.
Також разом із збірною був учасником і переможцем двох розіграшів Кубка Конфедерацій — у 2001 та 2003 роках.

## Титули і досягнення
| - Чемпіон Англії (2): «Арсенал»: 2001–02, 2003–04 - Володар Кубка Англії (2): «Арсенал»: 2001–02, 2002–03 - Володар Суперкубка Англії з футболу (1): «Арсенал»: 2002 - Чемпіон Франції (4): «Бордо»: 1998–99 «Олімпік» (Ліон): 2004–05, 2005–06, 2006–07 - Володар Суперкубка Франції з футболу (3): «Олімпік» (Ліон): 2004, 2005, 2006 | - Чемпіон Європи: 2000 - Віце-чемпіон світу: 2006 - Володар Кубка Конфедерацій: 2001, 2003 - Французький футболіст року (1): 1999 - Найкращий бомбардир французької Ліги 1 (1): 1998–99 |